# Belagerung von Antwerpen (1914)
Die Belagerung von Antwerpen fand zu Beginn des Ersten Weltkrieges vom 20. August bis zum 10. Oktober 1914 statt. Angreifer waren deutsche Truppen, verstärkt durch 30,5-cm-Belagerungsmörser der k.u.k. Artillerie. Verteidigt wurde die Festung durch belgische Streitkräfte, unterstützt durch britische Marinesoldaten. Die Belagerung endete mit der Kapitulation der Festung, die belgische Feldarmee zog sich nach Westflandern zurück.

## Vorgeschichte
Belgien kam im Rahmen der deutschen Kriegsplanung für die Westfront im Jahre 1914 eine große Bedeutung zu. Um die französischen Festungen an der deutsch-französischen Grenze zu umgehen, plante die Oberste Heeresleitung (OHL), mit dem größten Teil des Heeres durch Belgien und Luxemburg zu marschieren. Die belgische Regierung des Königs Albert I. war jedoch entschlossen, die Neutralität des Landes zu verteidigen. Bereits kurz nach dem Kriegsausbruch kam es zum deutschen Angriff auf Lüttich (4.–16. August), das als Festung und Eisenbahnknotenpunkt für den deutschen Vorstoß besonders wichtig war. Doch erst nach der Vollendung des Aufmarsches begann am 18. August 1914 die allgemeine deutsche Offensive. Die belgische Armee, 120.000 Mann stark, bestand aus sechs Infanterie- und einer Kavalleriedivision. Die 3. und 4. Division waren zur Verteidigung von Lüttich und Namur abgestellt, die anderen hatten hinter der Gete Verteidigungsstellungen bezogen. Sie wurden in den folgenden beiden Tagen geschlagen und zum Rückzug gezwungen. König Albert I. lehnte einen Abzug zur französischen Grenze ab und führte die verbliebenen 80.000 Mann der Feldarmee in die Festung Antwerpen, die als „réduit national“ (landesweiter Rückzugsraum) angesehen und am 20. August erreicht wurde. Dort sollte sich die belgische Armee bis zum Eintreffen der Entente-Truppen behaupten.

## Verlauf

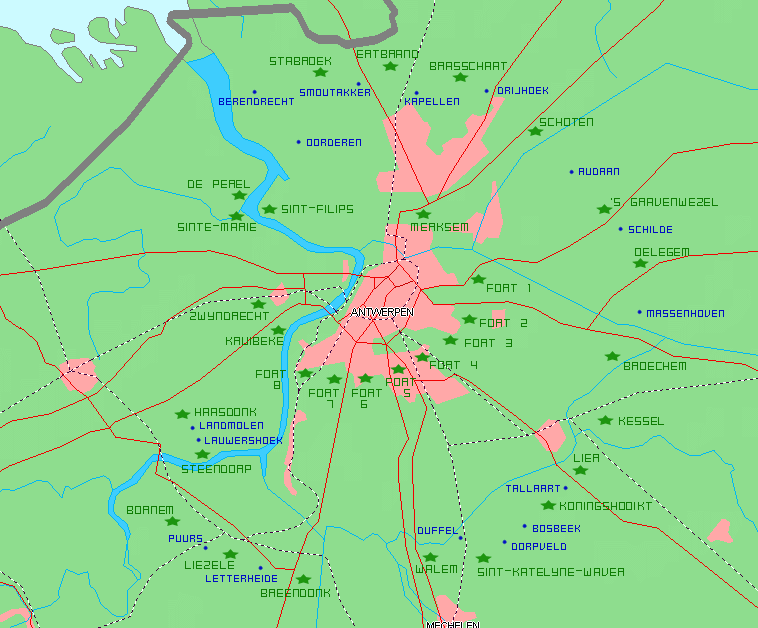
Der Fortgürtel um Antwerpen

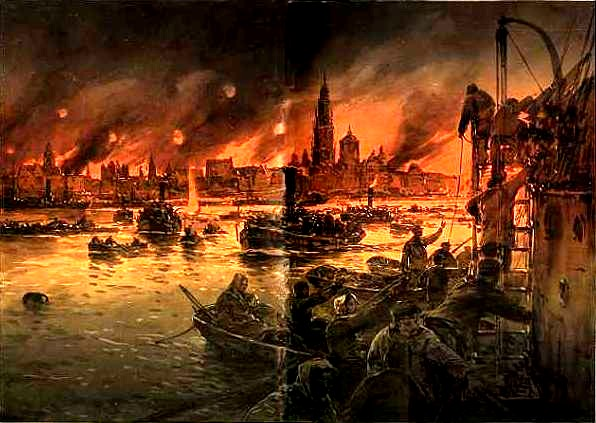
Die Räumung von Antwerpen
Gemälde von Willy Stöwer

In der Festung standen ab dem 20. August 1914 die 80.000 Mann des sich hierhin zurückgezogenen Feldheeres und die eigentliche Besatzung, insgesamt fünf Divisionen. Zur Blockade der Festung wurde zunächst nur das III. Reserve-Korps unter General der Infanterie z.D. Hans von Beseler von der 1. Armee abgestellt. Ein Einschließen war mit den vorhandenen Truppen nicht möglich, da insbesondere auch westlich von Antwerpen noch feindliche Kräfte standen und das Meer bzw. die holländische Grenze noch nicht hatte erreicht werden können, um die Festung gänzlich von ihrem Hinterland und der Verbindung zu den Alliierten abzuschneiden. Nach Nordwesten, Norden und Nordosten war eine Abriegelung nicht nötig, da es hier durch die nahe holländische Grenze keine wie auch immer geartete Möglichkeit gab. König Albert I. entschloss sich, zur Entlastung der französisch-britischen Truppen selbst offensiv zu werden. Am 25. und 26. August 1914 unternahmen seine Streitkräfte einen Ausfall in Richtung Mechelen, der Verluste von etwa 4.000 Mann kostete. Ein weiterer Ausfall fand vom 8. bis zum 13. September 1914 statt, bei dem weitere 8.000 Soldaten getötet oder verwundet wurden.
Nach der Schlacht an der Marne (5.–12. September 1914) beschloss die deutsche Heeresleitung, die Flankenbedrohung durch die belgische Festung zu beseitigen. Zu diesem Zweck wurden etwa 120.000 Soldaten zusammengezogen, wozu neben Beselers III. Reservekorps als Hauptverbände noch die Marine-Division, die 4. Ersatz-Division, die 1. bayrische, 37. und 26. Landwehrbrigaden gehörten. Ab Ende September wurde diese Gruppierung als Armeegruppe Beseler bezeichnet und der Obersten Heeresleitung direkt unterstellt. Zu ihrer Unterstützung verfügten diese Truppen über 160 schwere Geschütze und 13 sehr schwere Mörser wie die „Dicke Bertha“. Auch einige 30,5-cm-M.11-Mörser der k.u.k. Armee waren beteiligt. Der planmäßige deutsche Angriff begann am 27. September 1914. Vom 28. bis zum 30. September wurde die Festung beschossen. Die Belgier baten die Westmächte um Unterstützung, doch zwischenzeitlich mussten diese sich unter hinhaltendem Widerstand bis über die Nete zurückziehen. Am 2. Oktober trafen 2.000 britische Marinesoldaten ein, doch erwies sich diese Verstärkung als zu schwach. Deshalb beschloss König Albert I. am folgenden Tag die Räumung der Stadt. Vom 4. bis zum 8. Oktober 1914 brachen die deutschen Truppen in schweren verlustreichen Kämpfen in die belgischen Stellungen bei Lier ein. Während dieser Gefechte entschied sich am 6. Oktober das belgische Hauptquartier zum Rückzug. Noch am selben Tag wurde die belgische Regierung nach Ostende evakuiert. In den Tagen vom 7. bis zum 9. Oktober beschossen die Deutschen die Stadt. Daraufhin setzten sich die verbliebenen belgischen und britischen Truppen ab. Am 10. Oktober 1914 kapitulierte der Bürgermeister von Antwerpen.

## Folgen

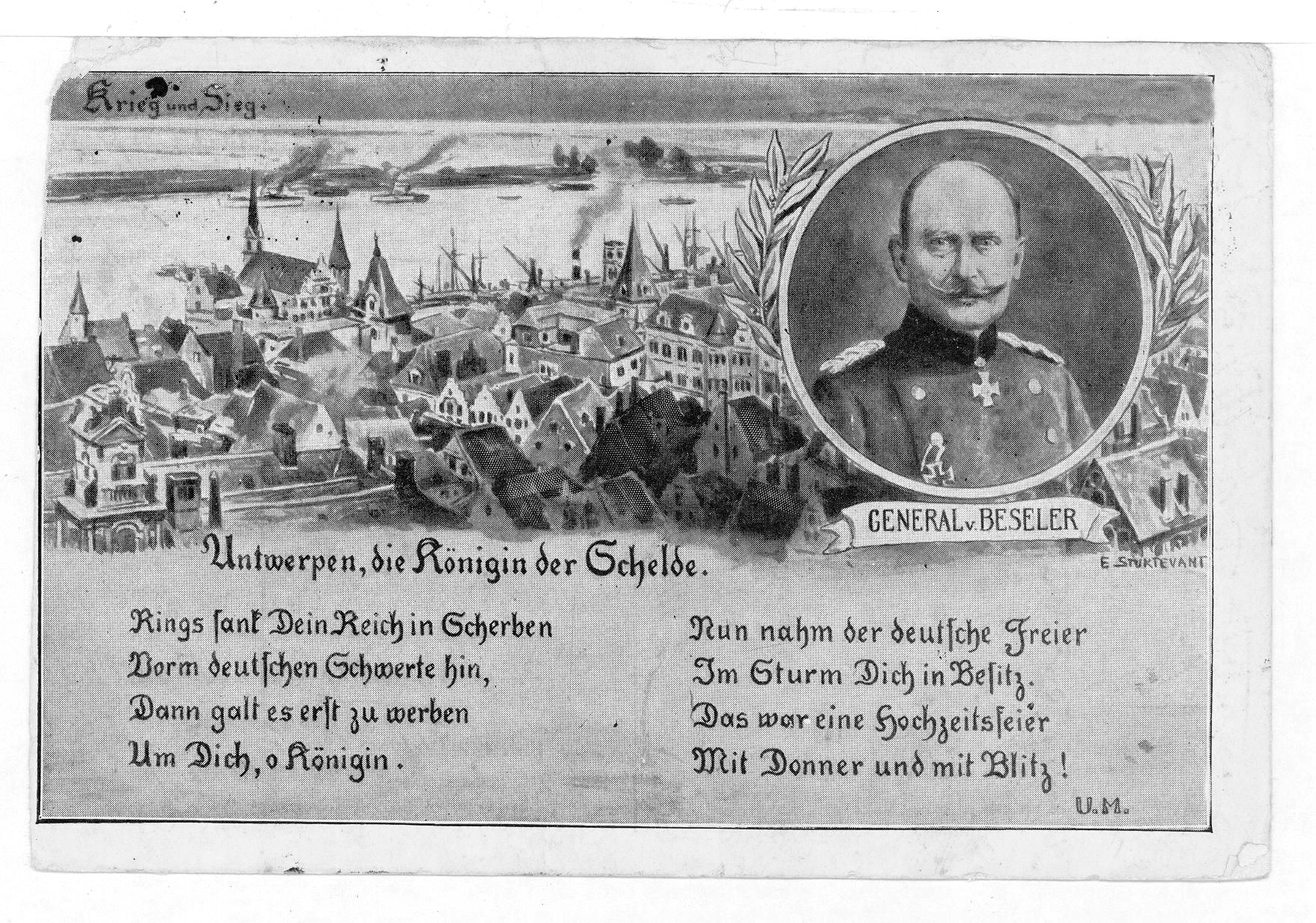
Propagandapostkarte zur Eroberung Antwerpens, Oktober 1914

Da die Festung wegen des starken Widerstandes der belgischen Verteidiger nicht komplett eingeschlossen werden konnte, war es nach dem Räumungsbefehl gelungen, vier vollständige belgische Divisionen mit der Bahn in westlicher Richtung nach Gent abzutransportieren. Zurück blieben zunächst die 2. belgische Division, die 1. und die 2. britische See-Brigade und die britische Marinebrigade. Diese Verbände versuchten am 9. Oktober über Beveren-Waes auf Lokeren zu entkommen.
Nachdem jedoch Lokeren bereits von den Deutschen besetzt worden war, bogen die Truppen auf St.Gilles-Waes ab, um hier die Bahn zu erreichen. Bevor jedoch der Abtransport beendet werden konnte, unterbrach die 1. bayerische Landwehrbrigade die Bahnlinie bei Moerbeke. Nachdem sich die Belgier und Engländer den Abzug nicht erkämpfen konnten, gingen von den Belgiern der größte Teil der 2. Infanteriedivision und Versprengte (ca. 26.000 Mann) sowie etwa 2.000 Mann der britischen 1. Seebrigade über die holländische Grenze und wurden interniert.
Am 9. Oktober bot die Zivilverwaltung unter Bürgermeister de Vos die Kapitulation an, da es keine militärische Kommandostruktur mehr gab (der Gouverneur der Festung, General de Guise wurde am 10. Oktober im Fort Ste. Marie gefangen genommen). Das Reserve-Infanterieregiment Nr. 8 zog als erste Einheit in die Festung ein, deren vorgeschobene und noch besetzte Forts am 10. Oktober aufgeben mussten.
Auffallend gering war die Zahl der Gefangenen.
Die Beute betrug 1.300 Geschütze aller Kaliber, 900.000 Granaten, große Mengen an Kaffee, Hopfen, Flachs, Lebensmitteln, mehrere tausend Tonnen Getreide, Felle, Petroleum, Silber, Hölzer, Wolle und 180 Kraftwagen.
Die Masse der verbliebenen belgischen Feldarmee nahm bereits Ende Oktober an der Schlacht an der Yser teil. Auch im weiteren Verlauf des Krieges blieben die belgischen Streitkräfte an der Westfront eingesetzt. Das belgische Parlament und die Regierung gingen nach Le Havre ins Exil. Die an der Belagerung beteiligten deutschen Verbände wurden zum größten Teil ebenfalls nach Westflandern verlegt und nahmen dort an der Ersten Flandernschlacht teil. Das Oberkommando und der Oberbefehlshaber der Armeegruppe Beseler wurde vom 21. Juli bis zum 24. August 1915 an der Ostfront zur Einnahme der russischen Festung Nowogeorgiewsk herangezogen.

## Aufstellung der deutschen Artillerie bei der Belagerung von Antwerpen
Während der Belagerung wurden die südlichen bis östlichen Forts des äußeren Ringes der Festung mit Feldartillerie und schwerster Artillerie beschossen und so sturmreif gemacht. Die älteren Werke des inneren Rings (Nr. 1 bis 8) wurden nicht beschossen. Es waren sowohl deutsche als auch österreich-ungarische Artillerieverbände eingesetzt.

### Eingesetzte Einheiten der Belagerungsartillerie
Bei der Belagerungsartillerie handelte es sich um einwandfrei identifizierte Einheiten und Teilen von solchen Einheiten der Fußartillerie, die speziell für diesen Zweck zusammengezogen worden waren. Auch amtliche Quellen geben nicht an, wie viele Geschütze die einzelnen Batterien im Einsatz hatten, sodass hier keine zuverlässigen Zahlen vorliegen. Im Reichsarchiv wird lediglich die Gesamtzahl der schweren und schwersten Geschütze mit 173 angegeben, 40 × 10 cm und 13 cm Kanonen, 72 × 15 cm Haubitzen, 48 × 21 cm Mörser, 4 × österreichisch-ungarische 30,5-cm-M.11-Mörser, 5 × 30,5 cm schwere Küstenmörser und 4 × Kurze Marinekanonen.
Eine interne deutsche Untersuchung 1915 stellt dazu fest: Es liegen zwar von allen schweren Batterien, die aus irgendwie erreichbaren Kriegstagebüchern genannt sind, dienstliche Meldungen vor; doch es ist nicht ausgeschlossen, dass noch mehr Batterien, deren Mitwirkung hier nicht bekannt sind, geschossen haben.

#### Fußartilleriebrigade der 5. Reservedivision (Brigadekommandeur:GeneralmajorSchabel)
- Fußartillerieregiment Oberst Bormkam

½ Landwehr Fußartilleriebataillon 7 mit schweren Feldhaubitzen 13 kurz (15 cm)
½ II. Bataillon Reserve-Fußartillerieregiment 3 mit schweren Feldhaubitzen 02 (15 cm)
½ I. Bataillon Reserve-Fußartillerieregiment 3 mit Feldkanonen 04 (10 cm)
- Fußartillerieregiment Oberstleutnant Schulenburg

I. Bataillon Reserve-Fußartillerieregiment 7 mit Mörsern (21 cm)
I. Bataillon Fußartillerieregiment 9 mit Mörsern (21 cm)
II. Bataillon Fußartillerieregiment 9 mit Mörsern (21 cm)
- Selbstständige Batterien

Schwere Küstenmörserbatterie 1 (Batterie Neumann) mit Küstenmörsern (30,5 cm)
k.u.k. Festungsartilleriebataillon 8 (Bataillon Amann) mit 30,5-cm-M.11-Mörser
Kurze Marinekanonenbatterie 2 (Batterie Becker) mit Kurzen Marinekanonen (Gamma-Gerät 42 cm)
Kurze Marinekanonenbatterie 3 (Batterie Erdmann) mit Kurzen Marinekanonen (Gamma-Gerät 42 cm)
Artilleriepark-Kommando: Oberst Hirsch

#### Fußartillerieregiment der 6. Reservedivision (Regimentskommandeur: Oberstleutnant Schaubode)
II. Bataillon Reserve-Fußartillerieregiment 7 mit Feldkanonen (13 cm)
½ I. Bataillon Reserve-Fußartillerieregiment 3 mit Feldkanonen 04 (10 cm)
I. Bataillon Reserve-Fußartillerieregiment 2 mit schweren Feldhaubitzen 02 (15 cm)
½ II. Bataillon Fußartillerieregiment 8 mit schweren Feldhaubitzen (15 cm)

#### Fußartilleriebrigade der Marinedivision (Brigadekommandeur: Generalmajor Ziethen)
- Fußartillerieregiment Oberst Breusing

Landwehr-Fußartilleriebataillon 2 mit schweren Feldhaubitzen (15 cm)
½ I. Bataillon Reserve-Fußartillerieregiment 18 mit Feldkanonen 04 (10 cm)
- Fußartillerieregiment Oberst Schradin

III. Bataillon Reserve-Fußartillerieregiment 7 mit Feldkanonen (13 cm)
I. Bataillon Reserve-Fußartillerieregiment 9 mit Mörsern (21 cm)
- Selbstständige Batterien

Schwere Küstenmörserbatterie 5 (Batterie Scharf) mit Küstenmörsern (30,5 cm)
Schwere Küstenmörserbatterie 6 (Batterie Buch) mit Küstenmörsern (30,5 cm)
Fußartillerie-Munitionskolonne
Kraftwagen-Kolonne
Artilleriepark-Kommando: Generalmajor von Fichte

### Eingesetzte Einheiten der Korpsartillerie des III. Reservekorps
Bei den Einheiten der Korpsartillerie handelte es sich um die Verbände, die als unterstellte Feldartillerie und Fußartillerie mit diesem vor Antwerpen verlegt wurden.

#### 6. Reservedivision(Generalleutnant von Schickfus und Neudorff)
- Reserve-Feldartillerieregiment 6 (Oberstleutnant von Oertzen) mit Feldkanonen 96 (7,7 cm)

#### 5. Reservedivision(Generalleutnant Voigt)
- Reserve-Feldartillerieregiment 5 (Oberstleutnant Schweinitz) mit Feldkanonen 96 (7,7 cm)

#### Korpsartillerie
- I. Bataillon Reserve-Fußartillerieregiment 2 (Major Banke) mit Feldhaubitzen 02 (15 cm)

#### 4. Ersatzdivision(Generalleutnant von Werder)
- 33. gemischte Ersatzbrigade (Generalleutnant Melior)

Feldartillerie-Ersatzabteilung 60 (Schwerin) mit leichten Feldhaubitzen 10,5 cm und Feldkanonen 96 (7,7 cm)
Feldartillerie-Ersatzabteilung 45 (Altona) mit Feldkanonen 96 (7,7 cm)
- 13. gemischte Ersatzbrigade (Generalmajor von Mechow)

Feldartillerie-Ersatzabteilung 75 (Halle) mit leichten Feldhaubitzen 10,5 cm und Feldkanonen 96 (7,7 cm)
Feldartillerie-Ersatzabteilung 40 (Burg) mit Feldkanonen 96 (7,7 cm)
- 9. gemischte Ersatzbrigade (Generalmajor Trip)

Feldartillerie-Ersatzabteilung 39 (Perleberg) mit leichten Feldhaubitzen 10,5 cm und Feldkanonen 96 (7,7 cm)
Feldartillerie-Ersatzabteilung 18 (Frankfurt/Oder) mit leichten Feldhaubitzen 10,5 cm und Feldkanonen 96 (7,7 cm)

#### Marinedivision(Admiral von Schröder)
I. Bataillon Landwehr-Artillerieabteilung X. Armeekorps mit Feldkanonen 96 (7,7 cm)

#### 26. Landwehr-Infanteriebrigade (Generalleutnant von Schütz)
2. Ersatzbatterie 59 mit Feldkanonen 96 (7,7 cm)

#### 37. Landwehr-Infanteriebrigade (Generalleutnant von Meyer)
1. Ersatzbatterie 59 mit leichten Feldhaubitzen 10,5 cm
Feldartillerie-Ersatzabteilung 26 mit leichten Feldhaubitzen 10,5 cm und Feldkanonen 96 (7,7 cm)
½ schweres Feldhaubitzbataillon mit schweren Feldhaubitzen (15 cm)

#### 1 bay. Landwehr-Infanteriebrigade
1 Landsturmbatterie mit Feldgeschützen (7,7 cm)

### Zugewiesene Ziele

#### Fort Wavre-Ste.Catherine
Beschossen vom 28. September bis 1. Oktober 1914 durch:
Kurze Marinekanonenbatterie 2 mit 171 Schuss Kaliber 42 cm aus einer Entfernung von 10,1 km
Schwere Küstenmörserbatterie 1 mit 327 Schuss Kaliber 30,5 cm aus einer Entfernung von 7,5 km

#### Fort Koningshoykt
Beschossen vom 29. September bis 2. Oktober 1914 durch:
Kurze Marinekanonenbatterie 2 mit 113 Schuss Kaliber 42 cm aus einer Entfernung von 11,7 km
k.u.k. Festungsartilleriebataillon 8 mit 411 Schuss Kaliber 30,5 cm aus einer Entfernung von 8,8 km

#### Fort Lierre

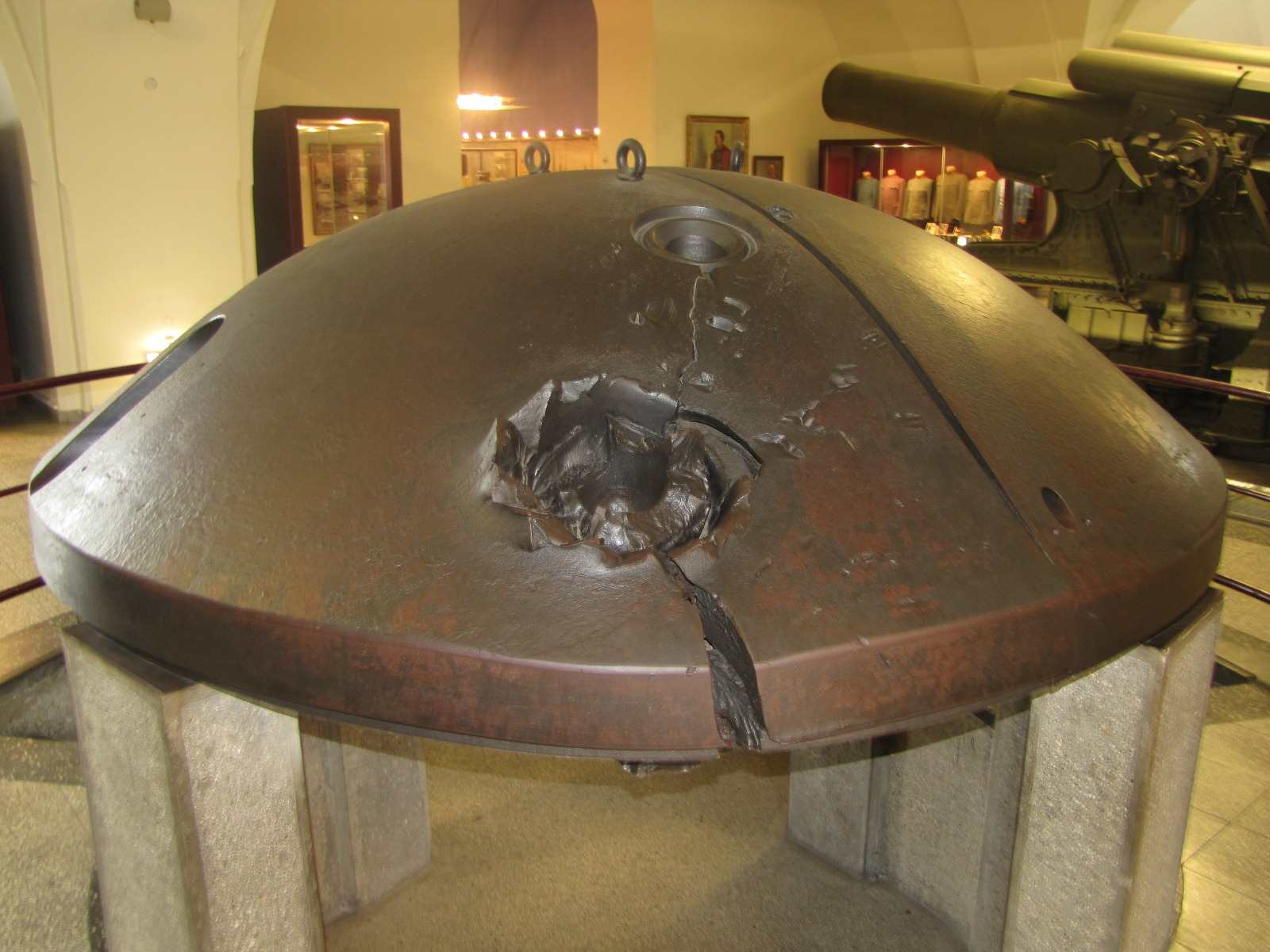
75-mm-Geschützpanzerkuppel von Fort Kessel mit Volltreffer einer Granate aus einem 30,5-cm-Škoda-Belagerungsmörser (HGM)

Beschossen vom 30. September bis 2. Oktober 1914 durch:
Kurze Marinekanonenbatterie 3 mit 175 Schuss Kaliber 42 cm aus einer Entfernung von 7,8 km

#### Fort Kessel
Beschossen am 4. Oktober 1914 durch:
Kurze Marinekanonenbatterie 3 mit 57 Schuss Kaliber 42 cm aus einer Entfernung von 8,4 km
k.u.k. Festungsartilleriebataillon 8 mit 66 Schuss Kaliber 30,5 cm aus einer Entfernung von 8,0 km

#### Fort Broechem
- Beschossen vom 5. bis 6. Oktober 1914 durch:

Kurze Marinekanonenbatterie 3 mit 74 Schuss Kaliber 42 cm aus einer Entfernung von 8,2 km
k.u.k. Festungsartilleriebataillon 8 mit 70 Schuss Kaliber 30,5 cm aus einer Entfernung von 8,9 km

#### Fort Breendonk
Beschossen am 1. Oktober und vom 4. bis 8. Oktober 1914 durch:
Schwere Küstenmörserbatterie 1 mit 221 Schuss Kaliber 30,5 cm aus einer Entfernung von 7,8 km
Schwere Küstenmörserbatterie 5 mit 225 Schuss Kaliber 30,5 cm aus einer Entfernung von 8,0 km
Schwere Küstenmörserbatterie 6 mit 117 Schuss Kaliber 30,5 cm aus einer Entfernung von 8,0 km

#### Fort Waelhem
Beschossen vom 28. September bis 2. Oktober 1914 durch:
Schwere Küstenmörserbatterie 5 mit 422 Schuss Kaliber 30,5 cm aus einer Entfernung von 9,1 km
Schwere Küstenmörserbatterie 6 mit 134 Schuss Kaliber 30,5 cm aus einer Entfernung von 7,7 km

#### Fort Duffel
Beschossen vom 30. September bis 1. Oktober 1914 durch:
Schwere Küstenmörserbatterie 5 mit 137 Schuss Kaliber 30,5 cm aus einer Entfernung von 10,3 km
Abgegeben wurden 590 Schüsse vom Kaliber 42 cm und 2130 Schüsse vom Kaliber 30,5 cm. Dazu kommen noch etwa 11.800 Schüsse vom Kaliber 21 cm auf die Zwischenstellungen und Kommunikationen.

### Erste Stellungen der Belagerungsartillerie
- westlich von Hombeek

Schwere Küstenmörserbatterie 1 (1 Geschütz)
Schwere Küstenmörserbatterie 5 (1 Geschütz)
nach Stellungswechsel von nordöstl. Hofstade: Schwere Küstenmörserbatterie 6 (1 Geschütz)
- südlich von Hombeek

III./ResFußartillerieregiment 7
- östlich von Hombeek

Landwehr-Fußartilleriebataillon 2
- südlich von Mechelen

½ I./ResFußArtRgt 18
I./ResFußArtRgt 9
- südlich von Hofstade

Schwere Küstenmörserbatterie 5 (1 Geschütz)
- nördlich von Hofstade

Schwere Küstenmörserbatterie 6 (1 Geschütz)
- Halbwegs zwischen Mechelen und Hever

I./ ResFußArtRgt 9
½ I./ResFußArtRgt 3
- am Bahnhof Boort Meerbeek

Kurze Marinekanonenbatterie 2
- nördlich von Hever

Schwere Küstenmörserbatterie 1 (1 Geschütz)
- an der Straße zwischen Mechelen und Peulis

½ Landwehr Fußartilleriebataillon 7
II. Fußartillerieregiment 9
¼ I./Res Fußartillerieregiment 3
¼ II./Res Fußartillerieregiment 3
I./Res Fußartillerieregiment 7
- nördlich Peulis

¼ II./Res Fußartillerieregiment 3
- südöstlich von Putte

I. Res Fußartillerieregiment 2
- östlich von Beersel

II./ResFußartillerieregiment 7
½ I./Res Fußartillerieregiment 3
- bei Heykant

k.u.k. Festungsartilleriebataillon 8 (2 Geschütze)
Kurze Marinekanonenbatterie 3 (1 Geschütz)
- östlich von Isschoto

Kurze Marinekanonenbatterie 3 (1 Geschütz)
- westlich von Doornlaer

k.u.k. Festungsartilleriebataillon 8 (2 Geschütze)
- bei Vythoek

nach Stellungswechsel von Isschoto: Kurze Marinekanonenbatterie 3 (1 Geschütz)
- westlich Koningshoyckt

nach Stellungswechsel von Heykant: k.u.k. Festungsartilleriebataillon 8 (2 Geschütze)

### Ergebnisse der Beschießung auf die Geschützpanzertürme

#### Fort Wavre-Ste.Catherine
- 2 Geschützpanzerkuppeln mit je zwei 150-mm-Kanonen (beide zerstört)
- 4 Geschützpanzerkuppeln mit je einer 75-mm-Kanone zur Nahverteidigung (drei zerstört, eine intakt)

#### Fort Koningshoykt
- 2 Geschützpanzerkuppeln mit je zwei 150-mm-Kanonen (beide zerstört)
- 2 Geschützpanzerkuppeln mit je einer 120-mm-Kanone (beide intakt)
- 4 Geschützpanzerkuppeln mit je einer 75-mm-Kanone (eine zerstört, drei intakt)
- 2 Geschützpanzerkuppeln mit je einer 75-mm-Kanone zur Nahverteidigung (beide intakt)

#### Fort Lierre
- 2 Geschützpanzerkuppeln mit je zwei 150-mm-Kanonen (beide zerstört)
- 2 Geschützpanzerkuppeln mit je einer 120-mm-Kanone (beide intakt)
- 4 Geschützpanzerkuppeln mit je einer 75-mm-Kanone zur Nahverteidigung (zwei zerstört, zwei intakt)

#### Fort Kessel
- 1 Geschützpanzerkuppeln mit einer 150-mm-Kanone (intakt)
- 2 Geschützpanzerkuppeln mit je einer 120-mm-Kanone (eine zerstört, eine intakt)
- 4 Geschützpanzerkuppeln mit je einer 75-mm-Kanone (alle intakt)
- 2 Geschützpanzerkuppeln mit je einer 75-mm-Kanone zur Nahverteidigung (alle intakt)

#### Fort Broechem
- 1 Geschützpanzerkuppeln mit einer 150-mm-Kanone (intakt)
- 2 Geschützpanzerkuppeln mit je einer 120-mm-Kanone (beide intakt)
- 4 Geschützpanzerkuppeln mit je einer 75-mm-Kanone (alle intakt)
- 2 Geschützpanzerkuppeln mit je einer 75-mm-Kanone zur Nahverteidigung (eine zerstört, eine intakt)

Insgesamt verfügten die bekämpften Forts über 46 Geschützpanzertürme mit 65 Geschützen.

### Eingesetzte Geschütze
- Kurze Marinekanone (Gamma-Gerät) 42 cm
- 7,7 cm Feldkanone 96 n.A.
- Belagerungsmörser 30,5 cm M 11
- Schwerer Küstenmörser 30,5 cm
- 21-cm-Mörser
- 21-cm-Mörser 99
- 10-cm-Feldkanone 04
- 10-cm-Feldkanone 99
- 10,5-cm-Feldhaubitze 98/09
- 13-cm-Feldkanone
- 9-cm-Feldkanone
- 15-cm-schwere Feldhaubitze 13
- schwere 12-cm-Feldkanone

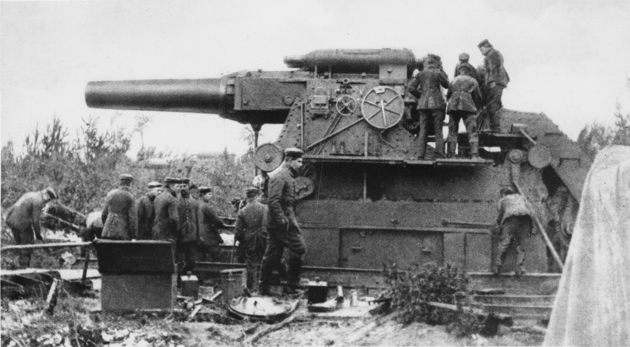
Kurze Marinekanone 42 cm (Gamma-Gerät)
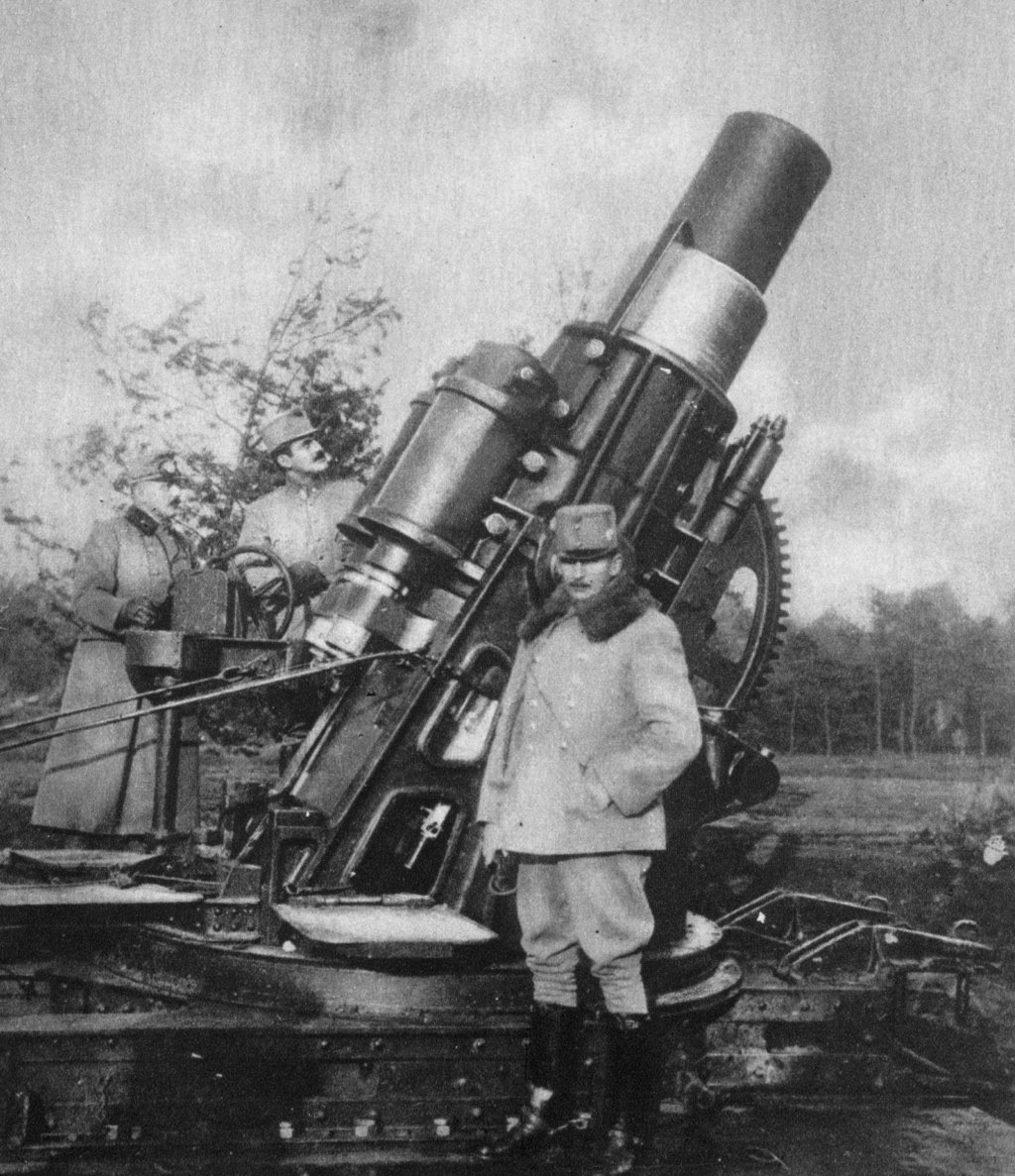
k.u.k. Škoda-Belagerungsmörser 30,5 cm
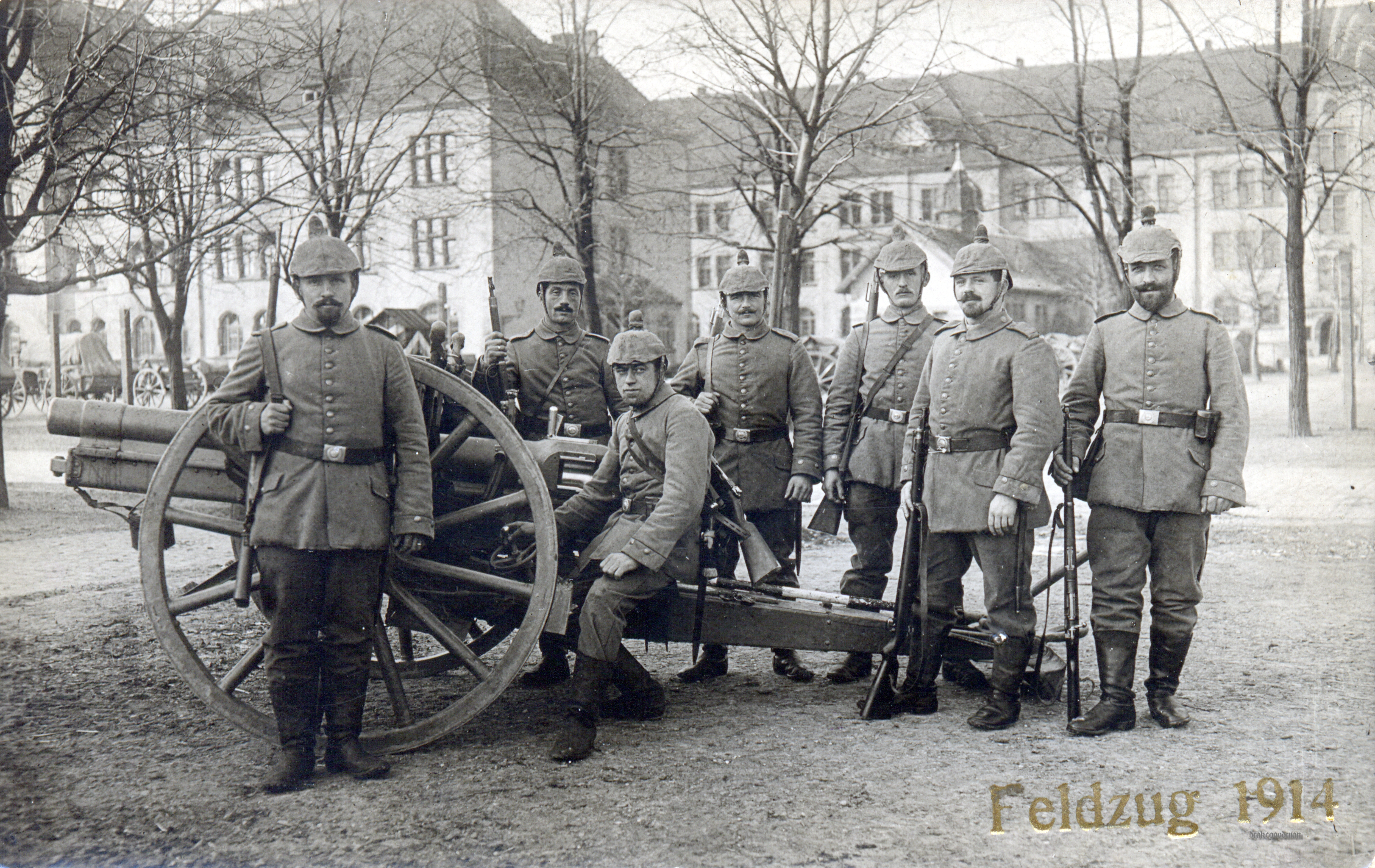
7,7-cm-Feldkanone 96
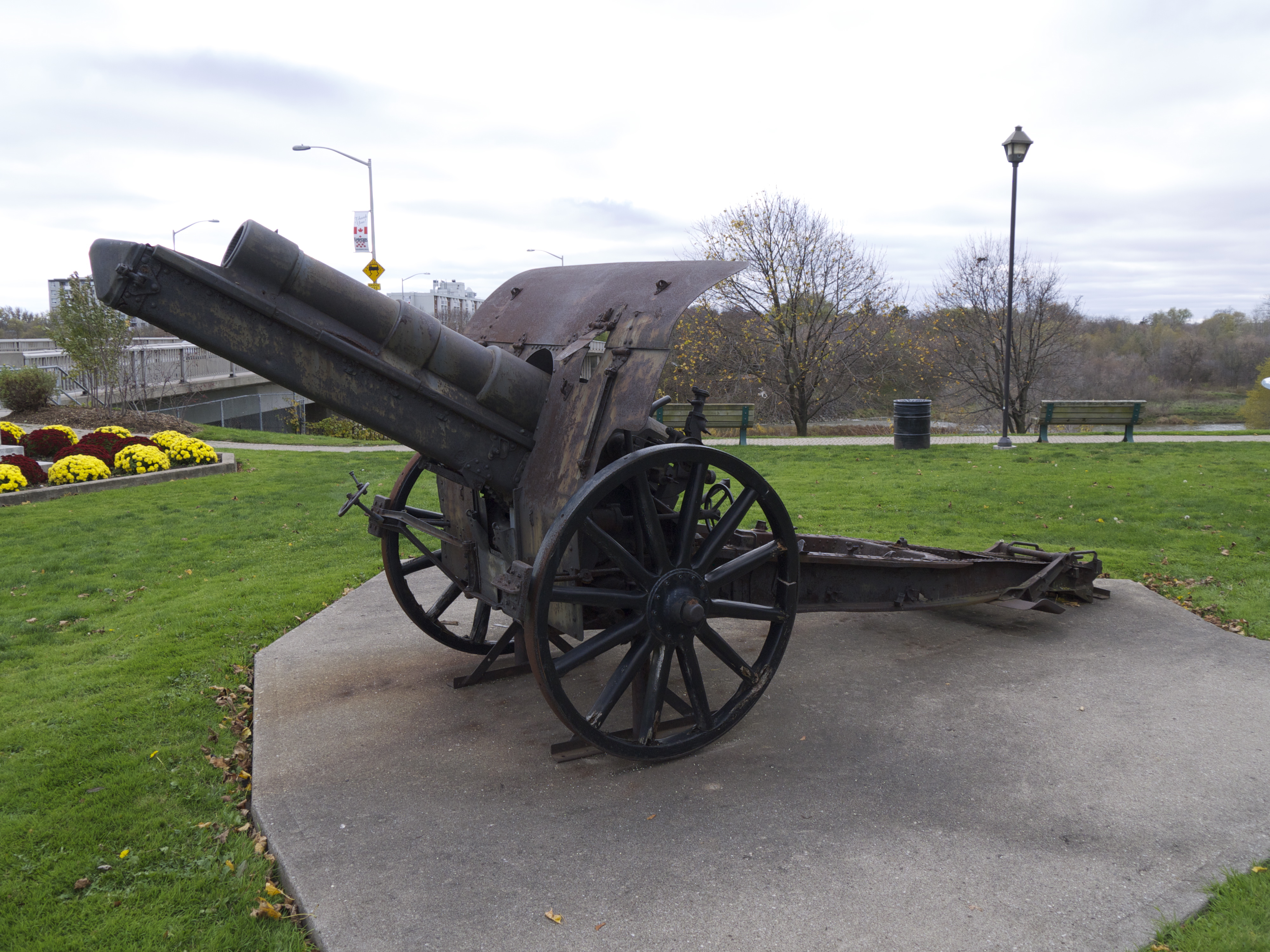
Schwere 15-cm-Feldhaubitze 13
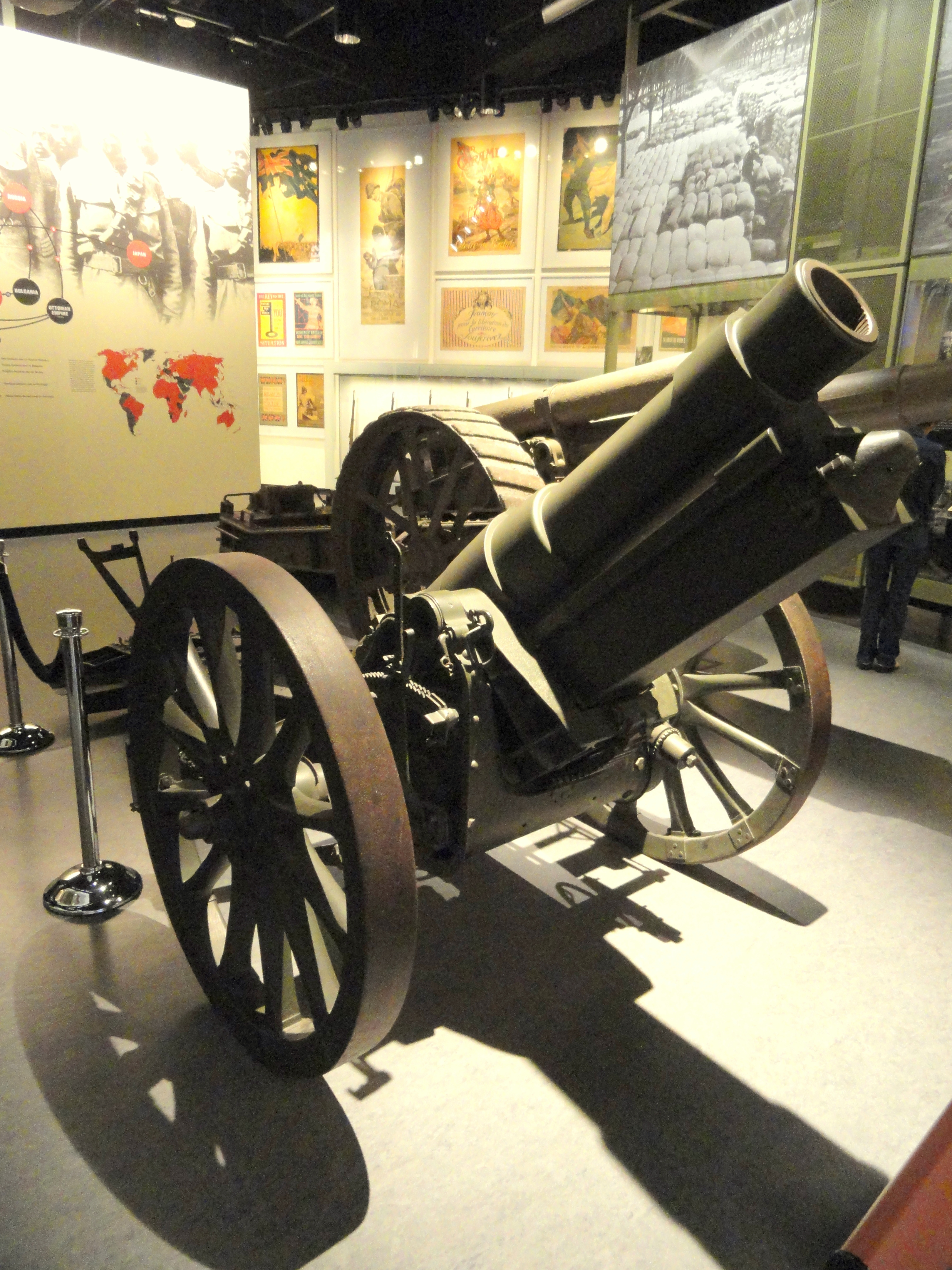
15-cm-Feldhaubitze 02
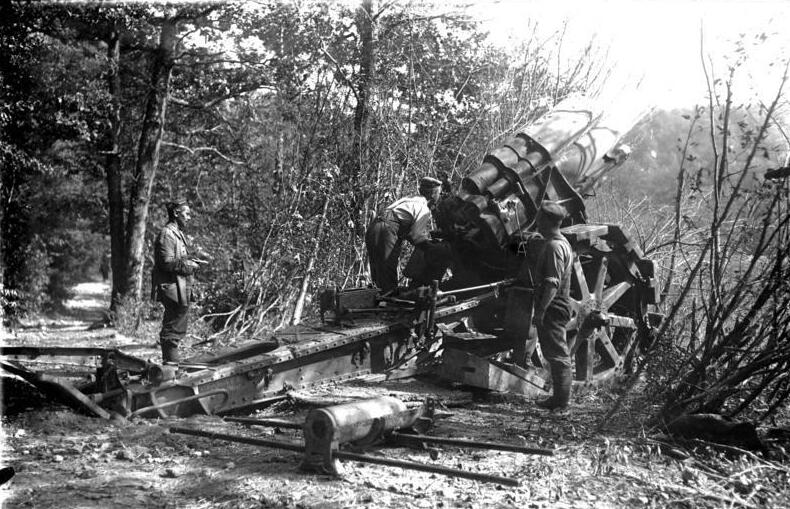
21-cm-Mörser
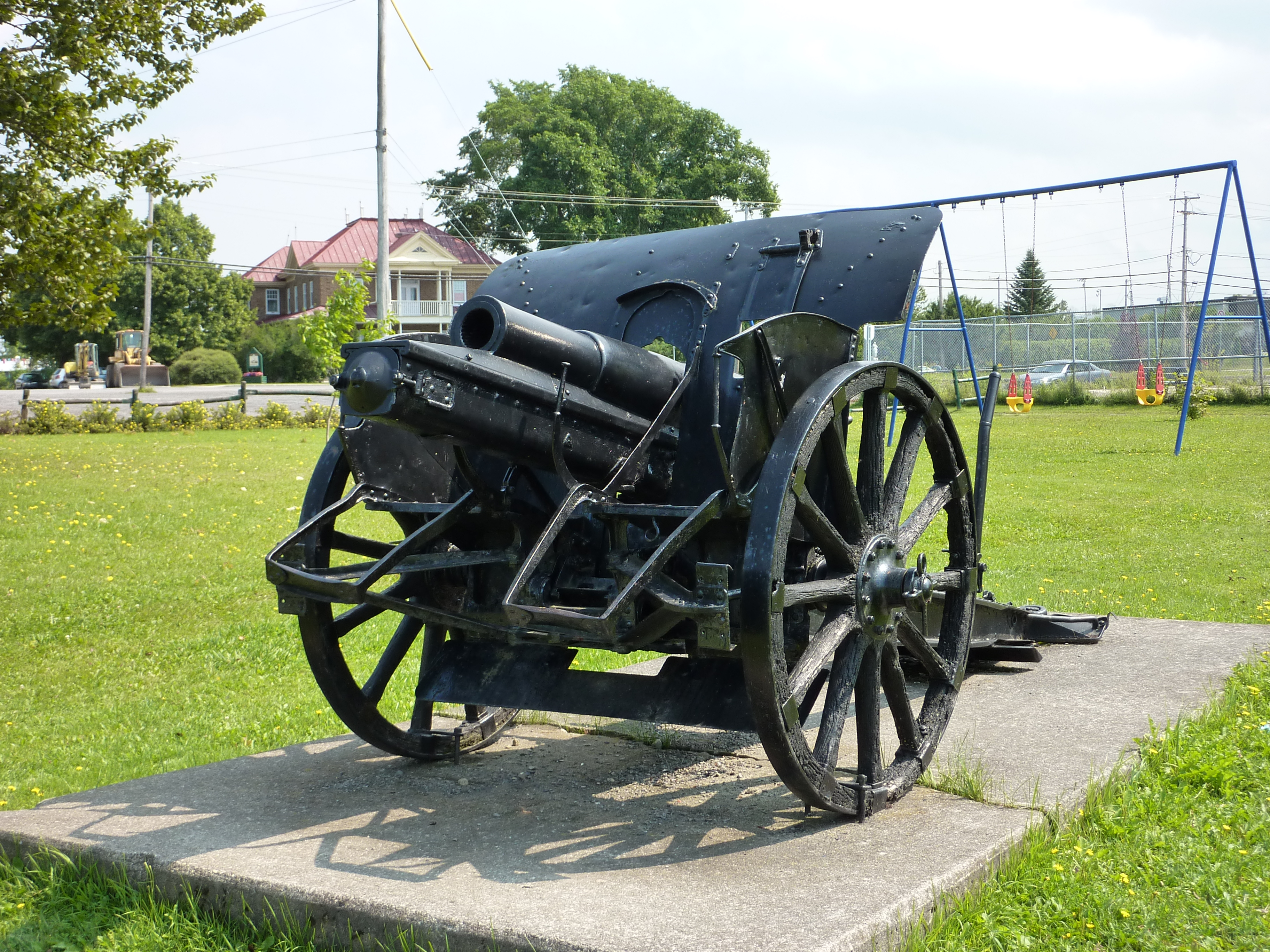
Leichte Feldhaubitze 10 cm
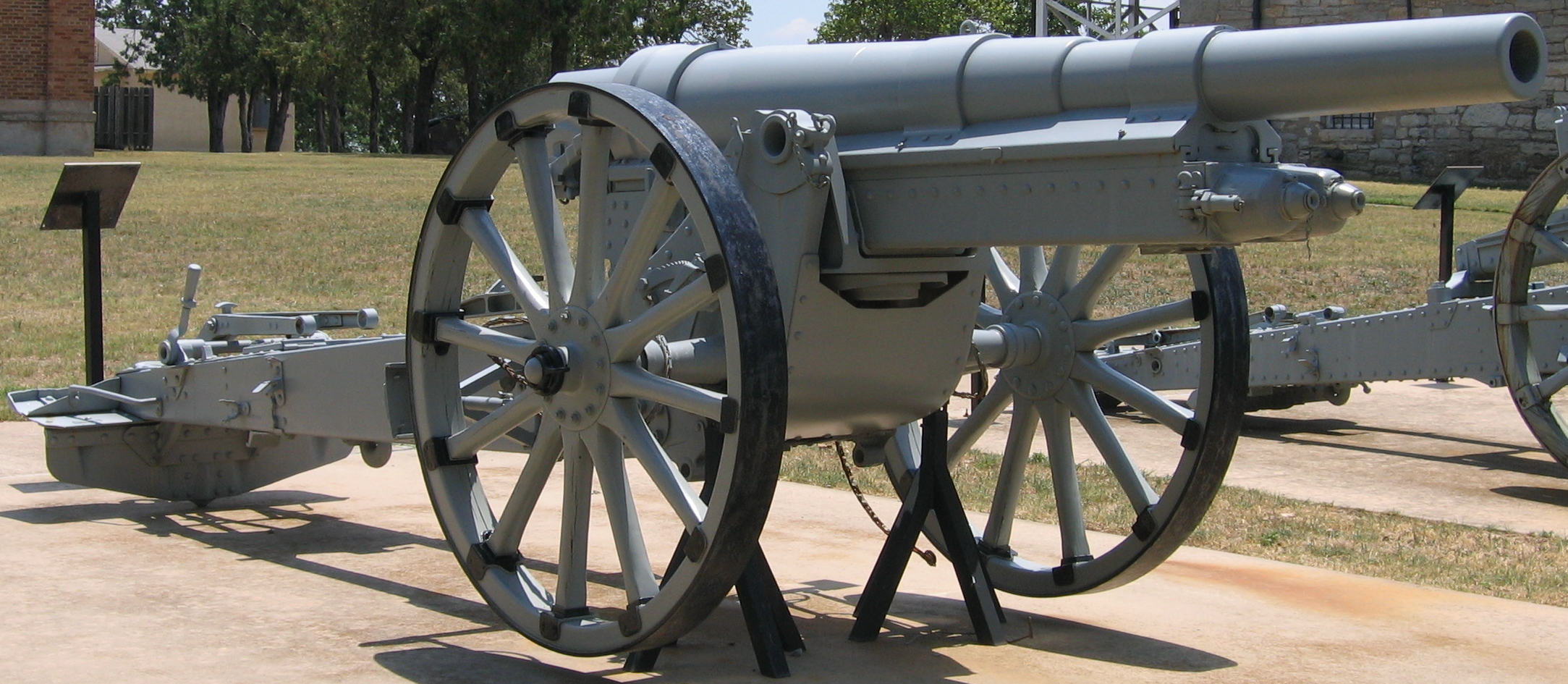
Feldkanone 10 cm 04
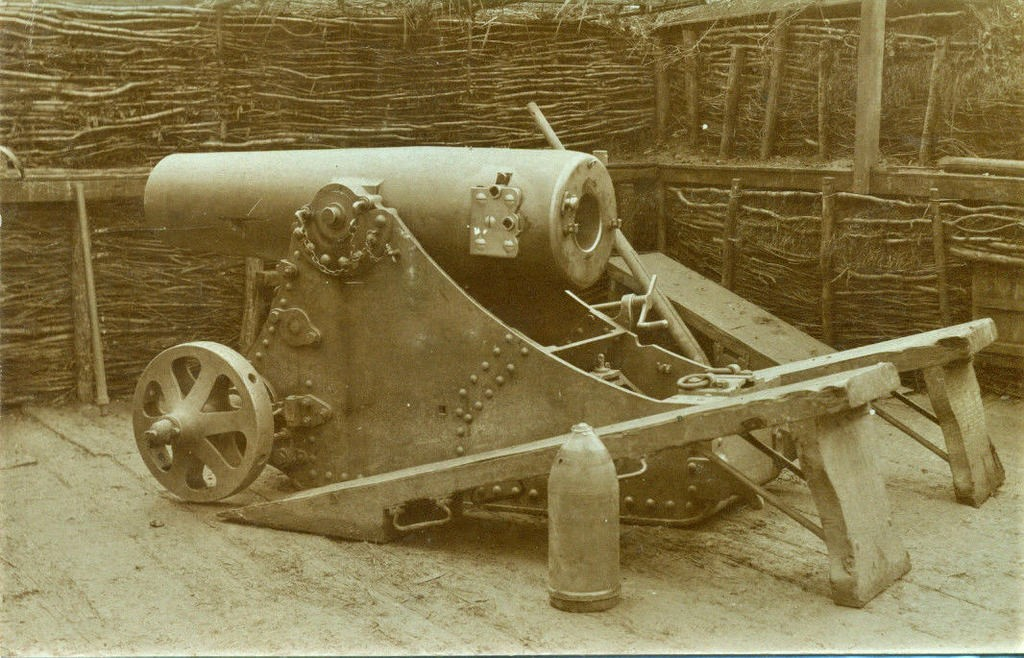
Mörser 21 cm 99

### Museale Rezeption
Im Wiener Heeresgeschichtlichen Museum ist eine Panzerkuppel der Festung Antwerpen (Fort Kessel) ausgestellt, die einen Volltreffer eines 30,5-cm-Belagerungsmörsers der k.u.k.-Artillerie aufweist.